# Front-Otdel
Front-Otdel (în rusă фронтотдел sau фронтотдел Румчерода) sau Secția de Front Secțiunea Frontului ori Filiala Frontului a fost un comitet bolșevic apărut la Chișinău în anul 1918 în contextul destrămării Imperiului Rus și a declanșării Războiului Civil Rus, legat de RUMCEROD (Comitetul Executiv Central al Sovietelor Frontului Român, Flotei Mării Negre și regiunii Odesa), organul bolșevic revoluționar provizoriu instalat  în sudul Ucrainei și care avea competențe asupra teritoriului guberniilor Basarabia, Herson și Taurida (înglobate Republicii Sovietice Odesa.
Menirea acestui comitet era aceea de a institui un Cartier General militar care să preia conducerea frontului românesc și de a scoate trupele ruse de acolo. Astfel, liderii Front-Otdel au desfășurat o propagandă activă și au adunat grupuri formate din dezertori de pe front, cu scopul formării unor unități ale Armatei Roșii, au ales o conducerea militară proprie și au hotărât să nu execute ordinele venite de la generalul Dmitri Șcerbaciov sau de la Rada Centrală ucraineană. Ulterior însă, misiunea asigurării retragerii unităților ruse din Moldova a fost abandonată și respectivul organism a pregătit împreună cu sovietele, o rebeliune împotriva Sfatului Țării și a Consiliului Directorilor Generali ai Basarabiei.

## Formarea

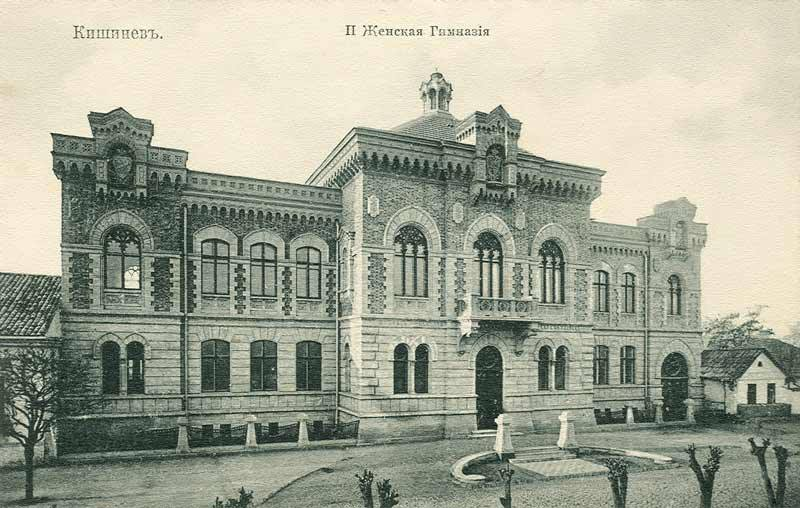
Clădirea Gimnaziul pentru fete nr. 2 din Chișinău (redenumit ulterior Liceul de Fete „Principesa Natalia Dadiani), în care s-au instalat Front-Otdel

Succesiv unei rezoluții adoptate la cel de-al doilea conges al RUMCEROD din 10/23 decembrie 1917, rezoluție care condamna în data de 27 decembrie 1917/9 ianuarie 1918 Sfatul Țării, la Chișinău au fost trimiși câțiva bolșevici aparținând liniei dure. Aceștia au sosit la Chișinău la 28 decembrie 1917/10 ianuarie 1918 și s-au instalat în clădirea Liceului de Fete „Principesa Natalia Dadiani”. Scopul lor era acela de a prelua conducerea luptei împotriva Sfatului Țării. Comitetul a stabilit o legătură cu sovietul orașului și a reușit să-i convingă pe membrii acestuia de necesitatea unor măsuri urgente și decisive.

## Primele acțiuni

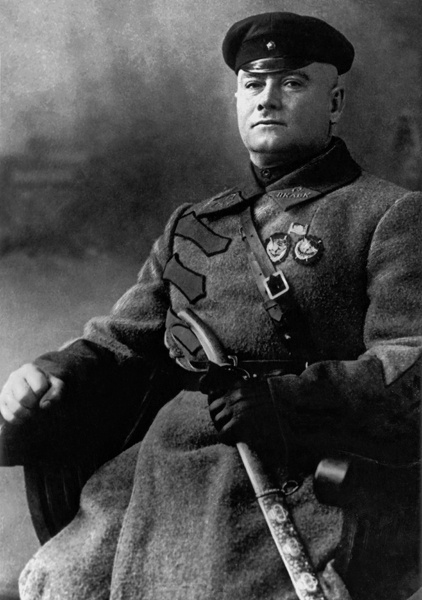
Grigorie Kotovski în 1919

După înlătuarea comandantului Ilie Cătărău al Garnizoanei Chișinău, care contribuise la destabilizarea armatei basarabene aflate în curs de formare, prin arestarea sa făcută în înțelegere cu directorii Blocului Moldovenesc – ce doreau și ei să scape de acesta, Front-Otdel și-a proclamat supremația. Astfel, în noaptea de 31 decembrie 1917/13 ianuarie 1918-1/14 ianuarie 1918, bolșevici înarmați au ocupat puncte strategice ale orașului, precum oficiul telegrafic și gara. De asemenea, comitetul a emis la 1/14 ianuarie 1918 un prim ordin. Acest ordin a informat despre constituirea unui Soviet al Regiunii Frontului Român și al garnizoanei Odesa și a indicat tuturor organizațiilor să se supună numai Front-Otdelului și Glavkovernului (Cartierului General). La rândul lor, toate instituțiile militare ruse din Iași împreună cu unitățile aferente trebuiau să se transfere la Chișinău cu tot cu baza materială. Ca președinte al acestui organ a fost ales Voicu Perper, în timp ce Filip Levenshon a devenit comandantul pieței, în Chișinău, pentru trupele ruse. V. Kaabak a preluat comanda cavaleriei, iar Grigorie Kotovski pe cea a Statului Major. Deoarece nu stăpânea suficient de bine terenul, inițial comitetul nu a atacat direct Sfatul Țării, cu toate că prin manevrele întreprinse l-a provocat direct, în ce privește exercitarea autorității.
Inițial astfel, membrii comitetului (Voicu Perper, V. Kaabak, Filip Levensohn și Grigorie Kotovski) au promis autorităților noii Republici Democratice Moldovenești că, preocupările Front-Otdel se vor limita doar la chestiunile militare rusești și că acesta „nu se va amesteca în treburile lăuntrice ale Basarabiei”. Printr-o propagandă abilă subordonată scopului de instaurare a unui regim bolșevic însă, membrii comitetului au reușit mobilizarea unităților ruse din centrul Basarabiei, contra Sfatului Țării. Au fost astfel difuzate proclamații la Chișinău și în zona limitrofă acestuia, care au acuzat liderii din Sfatul Țării că „au vândut Basarabia României, care va instaura țarismul românesc.” În sprijinul său au venit Regimentele rusești 75 și 260. Drept efect al lozincilor sociale lansate, Front-Otdelul a căpătat astfel trecere asupra populației civile și armatei, sovietele de deputați ai soldaților, muncitorilor și țăranilor ajungând sub influența acestuia.
Deși aflați în minoritate, bolșevicii și-au propus astfel folosindu-se de trupelor ruse risipite, de dezertori și de populația mobilizată de lozinca „Pace și pământ !”, să încerce controlarea Chișinăului și a Basarabiei. Treptat, liderii comitetului au acaparat funcțiile de conducere în mai multe soviete locale. Deoarece nu au reușit să controleze în mod pașnic Sfatul Țării și guvernul, Front-Otdel a început pregătirea unei lovituri de stat militare prin care să răstoarne respectivele instituții, în colaborare cu sovietele.

## Tentativa de puci militar

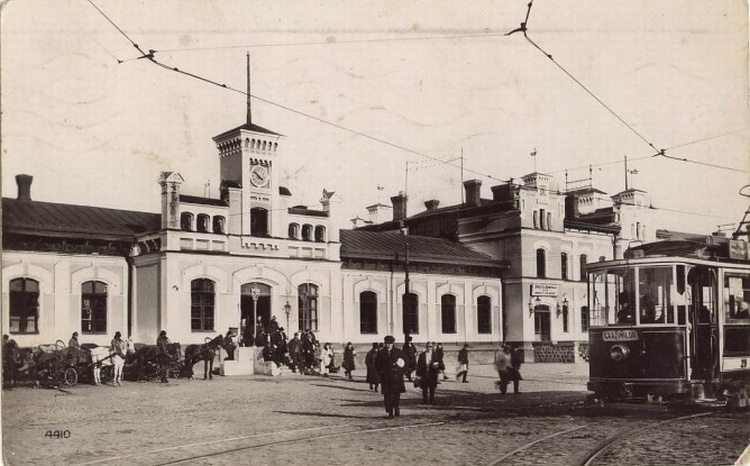
Gara Chișinău a fost teatrul unui incident armat, între trupele Front-Otdel și un detașament de ardeleni venit de la Kiev.

Tentativa de lovitură de stat respectivă a debutat la indicațiile RUMCEROD, a doua zi după ce bolșevicii puseseră stăpânire pe garnizoana orașului și autoritatea Front-Otdel fusese recunoscută de către sovietul local. Puciul a fost grăbit de programata plecare pe 6/19 ianuarie 1918 a unei delegații basarabene la tratativele de pace de la Brest-Litovsk, deoarece aceasta urma să exprime veleitățile de independență ale Republicii Democratice Moldovenești, față de fostul imperiu.
Astfel, la 5/18 ianuarie 1918 trupele bolșevice aflate sub comanda Front-Otdel au ocupat practic Chișinăul. La 6 ianuarie a fost instaurată starea de asediu. A fost înființat  de asemenea un Tribunal al Poporului și au fost arestați câțiva membri ai Sfatului Țării, etichetați ca fiind „nedemocratici”. De asemenea, după declanșarea operațiunii de forță împotriva fruntașilor moldoveni, tot la 6/19 ianuarie 1918, detașamentul de ardeleni venit de la Kiev pentru a oferi suport Sfatului Țării a fost atacat în gara Chișinău de trupele bolșevice.
Perioada de anarhie a durat până la 13/26 ianuarie 1918, când avangarda diviziei conduse de generalul Ernest Broșteanu a intrat în Chișinău, ceea ce a determinat fuga bolșevicilor la Bender.